# Flandern Rundt for kvinder 2022
Flandern Rundt for kvinder 2022 var den 19. udgave af det belgiske cykelløb Flandern Rundt for kvinder. Det 158,6 km lange linjeløb blev kørt den 3. april 2022 med start og mål i Oudenaarde i Vestflandern. Løbet var sjette arrangement på UCI Women's World Tour 2022. Løbet blev vundet af belgiske Lotte Kopecky fra SD Worx.

## Resultat
| \| Samlede stilling \| Samlede stilling \| Samlede stilling \| Samlede stilling \| Samlede stilling \| \| Rytter \| Rytter \| Hold \| Tid \| \| \| ---------------- \| --------------------------- \| ---------------------------------- \| ---------------- \| ---------------- \| \| 1. \| Lotte Kopecky \| SD Worx \| 4t 11' 21" \| \| \| 2. \| Annemiek van Vleuten \| Movistar Team \| + 0" \| \| \| 3. \| Chantal van den Broek-Blaak \| SD Worx \| + 2" \| \| \| 4. \| Arlenis Sierra \| Movistar Team \| + 40" \| \| \| 5. \| Marlen Reusser \| SD Worx \| + 40" \| \| \| 6. \| Cecilie Uttrup Ludwig \| FDJ-Nouvelle Aquitaine-Futuroscope \| + 40" \| \| \| 7. \| Grace Brown \| FDJ-Nouvelle Aquitaine-Futuroscope \| + 40" \| \| \| 8. \| Katarzyna Niewiadoma \| Canyon-SRAM Racing \| + 40" \| \| \| 9. \| Brodie Chapman \| FDJ-Nouvelle Aquitaine-Futuroscope \| + 42" \| \| \| 10. \| Marta Bastianelli \| UAE Team ADQ \| + 1' 10" \| \| |                             |                                    |            |
| |                             |                                    |            |
| Kilde: ProCyclingStats |                             |                                    |            |
| Samlede stilling |                             |                                    |            |
| Rytter | Rytter                      | Hold                               | Tid        |
| 1. | Lotte Kopecky               | SD Worx                            | 4t 11' 21" |
| 2. | Annemiek van Vleuten        | Movistar Team                      | + 0"       |
| 3. | Chantal van den Broek-Blaak | SD Worx                            | + 2"       |
| 4. | Arlenis Sierra              | Movistar Team                      | + 40"      |
| 5. | Marlen Reusser              | SD Worx                            | + 40"      |
| 6. | Cecilie Uttrup Ludwig       | FDJ-Nouvelle Aquitaine-Futuroscope | + 40"      |
| 7. | Grace Brown                 | FDJ-Nouvelle Aquitaine-Futuroscope | + 40"      |
| 8. | Katarzyna Niewiadoma        | Canyon-SRAM Racing                 | + 40"      |
| 9. | Brodie Chapman              | FDJ-Nouvelle Aquitaine-Futuroscope | + 42"      |
| 10. | Marta Bastianelli           | UAE Team ADQ                       | + 1' 10"   |

## Hold og ryttere
| UCI Women's WorldTeams (14)- Canyon-SRAM Racing - EF Education-TIBCO-SVB - FDJ Nouvelle Aquitaine Futuroscope - Human Powered Health - Liv Racing Xstra - Movistar Team - Roland Cogeas-Edelweiss Squad - Team BikeExchange-Jayco - Team DSM - Team Jumbo-Visma - SD Worx - Trek-Segafredo - UAE Team ADQ - Uno-X Pro Cycling Team UCI Women's Kontinentalhold (10)- Bingoal-Chevalmeire-Van Eyck Sport - Ceratizit-WNT Pro Cycling - Le col-Wahoo - Lotto Soudal Ladies - Massi Tactic - Multum Accountants - AG Insurance NXTG - Parkhotel Valkenburg - Plantur-Pura - Valcar-Travel & Service |
| |

### Danske ryttere
| Danske ryttere på startlisten |                       |                                    |           |
| Rygnummer                     | Rytter                | Hold                               | Placering |
| 3                             | Emma Norsgaard        | Movistar Team                      | 13        |
| 62                            | Cecilie Uttrup Ludwig | FDJ-Nouvelle Aquitaine-Futuroscope | 6         |
| 133                           | Julie Leth            | Uno-X Pro Cycling Team             | 78        |

* DNF = gennemførte ikke

### Startliste
| Movistar Team MOV | Movistar Team MOV            | Movistar Team MOV |
| ----------------- | ---------------------------- | ----------------- |
| Nr.               | Rytter                       | Placering         |
| 1                 | Annemiek van Vleuten (NED)   | 2.                |
| 2                 | Aude Biannic (FRA)           | 30.               |
| 3                 | Emma Norsgaard (DEN)         | 13.               |
| 4                 | Alicia González Blanco (ESP) | 99.               |
| 5                 | Barbara Guarischi (ITA)      | 100.              |
| 6                 | Arlenis Sierra (CUB)         | 4.                |

| Trek-Segafredo TFS | Trek-Segafredo TFS                    | Trek-Segafredo TFS |
| ------------------ | ------------------------------------- | ------------------ |
| Nr.                | Rytter                                | Placering          |
| 11                 | Elisa Balsamo (ITA) (landevej)        | 28.                |
| 12                 | Lucinda Brand (NED)                   | 50.                |
| 13                 | Lauretta Hanson (AUS)                 | DNF                |
| 14                 | Elisa Longo Borghini (ITA) (landevej) | 33.                |
| 15                 | Leah Thomas (USA)                     | DNF                |
| 16                 | Ellen van Dijk (NED) (landevej)       | 31.                |

| SD Worx SDW | SD Worx SDW                        | SD Worx SDW |
| ----------- | ---------------------------------- | ----------- |
| Nr.         | Rytter                             | Placering   |
| 21          | Lotte Kopecky (BEL) (landevej)     | 1.          |
| 22          | Elena Cecchini (ITA)               | 49.         |
| 23          | Christine Majerus (LUX) (landevej) | 15.         |
| 24          | Marlen Reusser (SUI) (landevej)    | 5.          |
| 25          | Chantal van den Broek-Blaak (NED)  | 3.          |
| 26          | Demi Vollering (NED)               | 17.         |

| Team Jumbo-Visma TJV | Team Jumbo-Visma TJV   | Team Jumbo-Visma TJV |
| -------------------- | ---------------------- | -------------------- |
| Nr.                  | Rytter                 | Placering            |
| 31                   | Marianne Vos (NED)     | 20.                  |
| 32                   | Anna Henderson (GBR)   | 29.                  |
| 33                   | Romy Kasper (GER)      | 65.                  |
| 34                   | Riejanne Markus (NED)  | 70.                  |
| 35                   | Coryn Labecki (USA)    | 73.                  |
| 36                   | Karlijn Swinkels (NED) | 104.                 |

| Canyon-SRAM Racing CSR | Canyon-SRAM Racing CSR     | Canyon-SRAM Racing CSR |
| ---------------------- | -------------------------- | ---------------------- |
| Nr.                    | Rytter                     | Placering              |
| 41                     | Katarzyna Niewiadoma (POL) | 8.                     |
| 42                     | Alena Amjaljusik (BLR)     | 67.                    |
| 43                     | Elise Chabbey (SUI)        | 22.                    |
| 44                     | Tiffany Cromwell (AUS)     | 56.                    |
| 45                     | Sarah Roy (AUS)            | 12.                    |
| 46                     | Soraya Paladin (ITA)       | 32.                    |

| EF Education-TIBCO-SVB TIB | EF Education-TIBCO-SVB TIB | EF Education-TIBCO-SVB TIB |
| -------------------------- | -------------------------- | -------------------------- |
| Nr.                        | Rytter                     | Placering                  |
| 51                         | Veronica Ewers (USA)       | 44.                        |
| 52                         | Letizia Borghesi (ITA)     | 64.                        |
| 53                         | Emma Langley (USA)         | 102.                       |
| 54                         | Clara Honsinger (USA)      | 84.                        |
| 55                         | Sara Poidevin (CAN)        | 66.                        |
| 56                         | Tanja Erath (GER)          | DNF                        |

| FDJ-Nouvelle Aquitaine-Futuroscope FSF | FDJ-Nouvelle Aquitaine-Futuroscope FSF | FDJ-Nouvelle Aquitaine-Futuroscope FSF |
| -------------------------------------- | -------------------------------------- | -------------------------------------- |
| Nr.                                    | Rytter                                 | Placering                              |
| 61                                     | Grace Brown (AUS)                      | 7.                                     |
| 62                                     | Cecilie Uttrup Ludwig (DEN)            | 6.                                     |
| 63                                     | Marta Cavalli (ITA)                    | 27.                                    |
| 64                                     | Brodie Chapman (AUS)                   | 9.                                     |
| 65                                     | Eugénie Duval (FRA)                    | 61.                                    |
| 66                                     | Marie Le Net (FRA)                     | 79.                                    |

| Human Powered Health HPW | Human Powered Health HPW | Human Powered Health HPW |
| ------------------------ | ------------------------ | ------------------------ |
| Nr.                      | Rytter                   | Placering                |
| 71                       | Makayla MacPherson (USA) | DNF                      |
| 72                       | Barbara Malcotti (ITA)   | DNF                      |
| 73                       | Marit Raaijmakers (NED)  | 46.                      |
| 74                       | Kaia Schmid (USA)        | DNF                      |
| 75                       | Eri Yonamine (JPN)       | 86.                      |
| 76                       | Lily Williams (USA)      | 82.                      |

| Liv Racing Xstra LIV | Liv Racing Xstra LIV      | Liv Racing Xstra LIV |
| -------------------- | ------------------------- | -------------------- |
| Nr.                  | Rytter                    | Placering            |
| 81                   | Valerie Demey (BEL)       | 54.                  |
| 82                   | Rachele Barbieri (ITA)    | 103.                 |
| 83                   | Marta Jaskulska (POL)     | 58.                  |
| 84                   | Silke Smulders (NED)      | 41.                  |
| 86                   | Amber van der Hulst (NED) | 101.                 |

| Roland Cogeas-Edelweiss Squad CGS | Roland Cogeas-Edelweiss Squad CGS | Roland Cogeas-Edelweiss Squad CGS |
| --------------------------------- | --------------------------------- | --------------------------------- |
| Nr.                               | Rytter                            | Placering                         |
| 92                                | Hannah Buch (GER)                 | 89.                               |
| 93                                | Tamara Dronova-Balabolina (RUS)   | 60.                               |
| 94                                | Gulnaz Khatuntseva (RUS)          | DNF                               |
| 95                                | Diana Klimova (RUS)               | DNF                               |
| 96                                | Léa Stern (SUI)                   | DNF                               |

| Team BikeExchange-Jayco BEX | Team BikeExchange-Jayco BEX | Team BikeExchange-Jayco BEX |
| --------------------------- | --------------------------- | --------------------------- |
| Nr.                         | Rytter                      | Placering                   |
| 101                         | Amanda Spratt (AUS)         | 34.                         |
| 102                         | Alexandra Manly (AUS)       | 18.                         |
| 103                         | Georgia Baker (AUS)         | 48.                         |
| 104                         | Arianna Fidanza (ITA)       | 83.                         |
| 106                         | Ane Santesteban (ESP)       | DNF                         |

| Team DSM DSM | Team DSM DSM                     | Team DSM DSM |
| ------------ | -------------------------------- | ------------ |
| Nr.          | Rytter                           | Placering    |
| 111          | Lorena Wiebes (NED)              | DNF          |
| 112          | Leah Kirchmann (CAN)             | 81.          |
| 113          | Charlotte Kool (NED)             | 87.          |
| 114          | Liane Lippert (GER)              | DNF          |
| 115          | Floortje Mackaij (NED)           | 14.          |
| 116          | Georgi Pfeiffer (GBR) (landevej) | 38.          |

| UAE Team ADQ UAD | UAE Team ADQ UAD               | UAE Team ADQ UAD |
| ---------------- | ------------------------------ | ---------------- |
| Nr.              | Rytter                         | Placering        |
| 121              | Marta Bastianelli (ITA)        | 10.              |
| 122              | Sofia Bertizzolo (ITA)         | 16.              |
| 123              | Maaike Boogaard (NED)          | 19.              |
| 124              | Eugenia Bujak (SLO) (landevej) | 88.              |
| 125              | Alena Ivantjenko (RUS)         | DNF              |
| 126              | Sophie Wright (GBR)            | DNF              |

| Uno-X Pro Cycling Team UXT | Uno-X Pro Cycling Team UXT  | Uno-X Pro Cycling Team UXT |
| -------------------------- | --------------------------- | -------------------------- |
| Nr.                        | Rytter                      | Placering                  |
| 131                        | Susanne Andersen (NOR)      | 35.                        |
| 132                        | Hannah Barnes (GBR)         | 72.                        |
| 133                        | Julie Leth (DEN)            | 78.                        |
| 134                        | Amalie Lutro (NOR)          | 98.                        |
| 135                        | Anniina Ahtosalo (FIN)      | DNF                        |
| 136                        | Mie Bjørndal Ottestad (NOR) | 55.                        |

| Ceratizit-WNT Pro Cycling WNT | Ceratizit-WNT Pro Cycling WNT   | Ceratizit-WNT Pro Cycling WNT |
| ----------------------------- | ------------------------------- | ----------------------------- |
| Nr.                           | Rytter                          | Placering                     |
| 141                           | Lisa Brennauer (GER) (landevej) | 26.                           |
| 142                           | Laura Asencio (FRA)             | DNF                           |
| 143                           | Maria Giulia Confalonieri (ITA) | 24.                           |
| 144                           | Marta Lach (POL)                | 53.                           |
| 145                           | Lin Lea Teutenberg (GER)        | 97.                           |
| 146                           | Camilla Alessio (ITA)           | 45.                           |

| Parkhotel Valkenburg PHV | Parkhotel Valkenburg PHV  | Parkhotel Valkenburg PHV |
| ------------------------ | ------------------------- | ------------------------ |
| Nr.                      | Rytter                    | Placering                |
| 151                      | Mischa Bredewold (NED)    | 23.                      |
| 152                      | Anne Van Rooijen (NED)    | 77.                      |
| 153                      | Femke Gerritse (NED)      | 68.                      |
| 154                      | Femke Markus (NED)        | 39.                      |
| 155                      | Kirstie van Haaften (NED) | DNF                      |
| 156                      | Sofie Van Rooijen (NED)   | DNF                      |

| Valcar-Travel & Service VAL | Valcar-Travel & Service VAL | Valcar-Travel & Service VAL |
| --------------------------- | --------------------------- | --------------------------- |
| Nr.                         | Rytter                      | Placering                   |
| 161                         | Alice Maria Arzuffi (ITA)   | 63.                         |
| 162                         | Olivia Baril (CAN)          | 47.                         |
| 163                         | Chiara Consonni (ITA)       | 37.                         |
| 164                         | Eleonora Gasparrini (ITA)   | 42.                         |
| 165                         | Silvia Persico (ITA)        | 11.                         |
| 166                         | Ilaria Sanguineti (ITA)     | 52.                         |

| Bingoal-Chevalmeire-Van Eyck Sport BCV | Bingoal-Chevalmeire-Van Eyck Sport BCV | Bingoal-Chevalmeire-Van Eyck Sport BCV |
| -------------------------------------- | -------------------------------------- | -------------------------------------- |
| Nr.                                    | Rytter                                 | Placering                              |
| 171                                    | Minke Bakker (NED)                     | DNF                                    |
| 172                                    | Naomi de Roeck (BEL)                   | DNF                                    |
| 173                                    | Danique Braam (NED)                    | 80.                                    |
| 174                                    | Lotte Claes (BEL)                      | 94.                                    |
| 175                                    | Lotte Popelier (BEL)                   | DNF                                    |

| Le Col-Wahoo DRP | Le Col-Wahoo DRP               | Le Col-Wahoo DRP |
| ---------------- | ------------------------------ | ---------------- |
| Nr.              | Rytter                         | Placering        |
| 181              | Elizabeth Holden (GBR)         | 21.              |
| 182              | María Martins (POR) (landevej) | DNF              |
| 183              | Alice Towers (GBR)             | 43.              |
| 184              | Marjolein van 't Geloof (NED)  | 76.              |
| 185              | Maike van der Duin (NED)       | 36.              |
| 186              | Gladys Verhulst (FRA)          | DNF              |

| Lotto Soudal Ladies LSL | Lotto Soudal Ladies LSL | Lotto Soudal Ladies LSL |
| ----------------------- | ----------------------- | ----------------------- |
| Nr.                     | Rytter                  | Placering               |
| 191                     | Mieke Docx (BEL)        | 95.                     |
| 192                     | Mijntje Geurts (NED)    | 91.                     |
| 193                     | Eefje Brandt (BEL)      | DNF                     |
| 194                     | Kristýna Burlová (CZE)  | DNF                     |
| 195                     | Katrijn De Clercq (BEL) | DNF                     |
| 196                     | Kylie Waterreus (NED)   | 90.                     |

| Massi Tactic MAT | Massi Tactic MAT             | Massi Tactic MAT |
| ---------------- | ---------------------------- | ---------------- |
| Nr.              | Rytter                       | Placering        |
| 201              | Mireia Benito (ESP)          | DNF              |
| 202              | Nathalie Eklund (SWE)        | 93.              |
| 203              | Špela Kern (SLO)             | 62.              |
| 204              | Corinna Lechner (GER)        | 96.              |
| 205              | Martina Moreno Monteys (ESP) | DNF              |
| 206              | Mireia Trias (ESP)           | DNF              |

| Multum Accountants MUL | Multum Accountants MUL   | Multum Accountants MUL |
| ---------------------- | ------------------------ | ---------------------- |
| Nr.                    | Rytter                   | Placering              |
| 211                    | Fien Delbaere (BEL)      | 92.                    |
| 212                    | Jessy Druyts (BEL)       | DNF                    |
| 213                    | Céline van Houtum (NED)  | DNF                    |
| 214                    | Marthe Goossens (BEL)    | 57.                    |
| 215                    | Mareille Meijering (NED) | 59.                    |
| 216                    | Elisa Serné (NED)        | DNF                    |

| AG Insurance NXTG AGI | AG Insurance NXTG AGI | AG Insurance NXTG AGI |
| --------------------- | --------------------- | --------------------- |
| Nr.                   | Rytter                | Placering             |
| 221                   | Julia Borgström (SWE) | 40.                   |
| 222                   | Mylène de Zoete (NED) | 75.                   |
| 223                   | Gaia Masetti (ITA)    | DNF                   |
| 224                   | Lone Meertens (BEL)   | 85.                   |
| 225                   | Ilse Pluimers (NED)   | 74.                   |
| 226                   | Maud Rijnbeek (NED)   | DNF                   |

| Plantur-Pura PLP | Plantur-Pura PLP           | Plantur-Pura PLP |
| ---------------- | -------------------------- | ---------------- |
| Nr.              | Rytter                     | Placering        |
| 231              | Kim de Baat (BEL)          | DNF              |
| 232              | Julie de Wilde (BEL)       | 51.              |
| 233              | Sanne Cant (BEL)           | DNF              |
| 234              | Yara Kastelijn (NED)       | 25.              |
| 235              | Inge van der Heijden (NED) | 69.              |
| 236              | Julie Van de Velde (BEL)   | 71.              |

| Movistar Team MOV | Movistar Team MOV            | Movistar Team MOV |
| ----------------- | ---------------------------- | ----------------- |
| Nr.               | Rytter                       | Placering         |
| 1                 | Annemiek van Vleuten (NED)   | 2.                |
| 2                 | Aude Biannic (FRA)           | 30.               |
| 3                 | Emma Norsgaard (DEN)         | 13.               |
| 4                 | Alicia González Blanco (ESP) | 99.               |
| 5                 | Barbara Guarischi (ITA)      | 100.              |
| 6                 | Arlenis Sierra (CUB)         | 4.                |

| Trek-Segafredo TFS | Trek-Segafredo TFS                    | Trek-Segafredo TFS |
| ------------------ | ------------------------------------- | ------------------ |
| Nr.                | Rytter                                | Placering          |
| 11                 | Elisa Balsamo (ITA) (landevej)        | 28.                |
| 12                 | Lucinda Brand (NED)                   | 50.                |
| 13                 | Lauretta Hanson (AUS)                 | DNF                |
| 14                 | Elisa Longo Borghini (ITA) (landevej) | 33.                |
| 15                 | Leah Thomas (USA)                     | DNF                |
| 16                 | Ellen van Dijk (NED) (landevej)       | 31.                |

| SD Worx SDW | SD Worx SDW                        | SD Worx SDW |
| ----------- | ---------------------------------- | ----------- |
| Nr.         | Rytter                             | Placering   |
| 21          | Lotte Kopecky (BEL) (landevej)     | 1.          |
| 22          | Elena Cecchini (ITA)               | 49.         |
| 23          | Christine Majerus (LUX) (landevej) | 15.         |
| 24          | Marlen Reusser (SUI) (landevej)    | 5.          |
| 25          | Chantal van den Broek-Blaak (NED)  | 3.          |
| 26          | Demi Vollering (NED)               | 17.         |

| Team Jumbo-Visma TJV | Team Jumbo-Visma TJV   | Team Jumbo-Visma TJV |
| -------------------- | ---------------------- | -------------------- |
| Nr.                  | Rytter                 | Placering            |
| 31                   | Marianne Vos (NED)     | 20.                  |
| 32                   | Anna Henderson (GBR)   | 29.                  |
| 33                   | Romy Kasper (GER)      | 65.                  |
| 34                   | Riejanne Markus (NED)  | 70.                  |
| 35                   | Coryn Labecki (USA)    | 73.                  |
| 36                   | Karlijn Swinkels (NED) | 104.                 |

| Canyon-SRAM Racing CSR | Canyon-SRAM Racing CSR     | Canyon-SRAM Racing CSR |
| ---------------------- | -------------------------- | ---------------------- |
| Nr.                    | Rytter                     | Placering              |
| 41                     | Katarzyna Niewiadoma (POL) | 8.                     |
| 42                     | Alena Amjaljusik (BLR)     | 67.                    |
| 43                     | Elise Chabbey (SUI)        | 22.                    |
| 44                     | Tiffany Cromwell (AUS)     | 56.                    |
| 45                     | Sarah Roy (AUS)            | 12.                    |
| 46                     | Soraya Paladin (ITA)       | 32.                    |

| EF Education-TIBCO-SVB TIB | EF Education-TIBCO-SVB TIB | EF Education-TIBCO-SVB TIB |
| -------------------------- | -------------------------- | -------------------------- |
| Nr.                        | Rytter                     | Placering                  |
| 51                         | Veronica Ewers (USA)       | 44.                        |
| 52                         | Letizia Borghesi (ITA)     | 64.                        |
| 53                         | Emma Langley (USA)         | 102.                       |
| 54                         | Clara Honsinger (USA)      | 84.                        |
| 55                         | Sara Poidevin (CAN)        | 66.                        |
| 56                         | Tanja Erath (GER)          | DNF                        |

| FDJ-Nouvelle Aquitaine-Futuroscope FSF | FDJ-Nouvelle Aquitaine-Futuroscope FSF | FDJ-Nouvelle Aquitaine-Futuroscope FSF |
| -------------------------------------- | -------------------------------------- | -------------------------------------- |
| Nr.                                    | Rytter                                 | Placering                              |
| 61                                     | Grace Brown (AUS)                      | 7.                                     |
| 62                                     | Cecilie Uttrup Ludwig (DEN)            | 6.                                     |
| 63                                     | Marta Cavalli (ITA)                    | 27.                                    |
| 64                                     | Brodie Chapman (AUS)                   | 9.                                     |
| 65                                     | Eugénie Duval (FRA)                    | 61.                                    |
| 66                                     | Marie Le Net (FRA)                     | 79.                                    |

| Human Powered Health HPW | Human Powered Health HPW | Human Powered Health HPW |
| ------------------------ | ------------------------ | ------------------------ |
| Nr.                      | Rytter                   | Placering                |
| 71                       | Makayla MacPherson (USA) | DNF                      |
| 72                       | Barbara Malcotti (ITA)   | DNF                      |
| 73                       | Marit Raaijmakers (NED)  | 46.                      |
| 74                       | Kaia Schmid (USA)        | DNF                      |
| 75                       | Eri Yonamine (JPN)       | 86.                      |
| 76                       | Lily Williams (USA)      | 82.                      |

| Liv Racing Xstra LIV | Liv Racing Xstra LIV      | Liv Racing Xstra LIV |
| -------------------- | ------------------------- | -------------------- |
| Nr.                  | Rytter                    | Placering            |
| 81                   | Valerie Demey (BEL)       | 54.                  |
| 82                   | Rachele Barbieri (ITA)    | 103.                 |
| 83                   | Marta Jaskulska (POL)     | 58.                  |
| 84                   | Silke Smulders (NED)      | 41.                  |
| 86                   | Amber van der Hulst (NED) | 101.                 |

| Roland Cogeas-Edelweiss Squad CGS | Roland Cogeas-Edelweiss Squad CGS | Roland Cogeas-Edelweiss Squad CGS |
| --------------------------------- | --------------------------------- | --------------------------------- |
| Nr.                               | Rytter                            | Placering                         |
| 92                                | Hannah Buch (GER)                 | 89.                               |
| 93                                | Tamara Dronova-Balabolina (RUS)   | 60.                               |
| 94                                | Gulnaz Khatuntseva (RUS)          | DNF                               |
| 95                                | Diana Klimova (RUS)               | DNF                               |
| 96                                | Léa Stern (SUI)                   | DNF                               |

| Team BikeExchange-Jayco BEX | Team BikeExchange-Jayco BEX | Team BikeExchange-Jayco BEX |
| --------------------------- | --------------------------- | --------------------------- |
| Nr.                         | Rytter                      | Placering                   |
| 101                         | Amanda Spratt (AUS)         | 34.                         |
| 102                         | Alexandra Manly (AUS)       | 18.                         |
| 103                         | Georgia Baker (AUS)         | 48.                         |
| 104                         | Arianna Fidanza (ITA)       | 83.                         |
| 106                         | Ane Santesteban (ESP)       | DNF                         |

| Team DSM DSM | Team DSM DSM                     | Team DSM DSM |
| ------------ | -------------------------------- | ------------ |
| Nr.          | Rytter                           | Placering    |
| 111          | Lorena Wiebes (NED)              | DNF          |
| 112          | Leah Kirchmann (CAN)             | 81.          |
| 113          | Charlotte Kool (NED)             | 87.          |
| 114          | Liane Lippert (GER)              | DNF          |
| 115          | Floortje Mackaij (NED)           | 14.          |
| 116          | Georgi Pfeiffer (GBR) (landevej) | 38.          |

| UAE Team ADQ UAD | UAE Team ADQ UAD               | UAE Team ADQ UAD |
| ---------------- | ------------------------------ | ---------------- |
| Nr.              | Rytter                         | Placering        |
| 121              | Marta Bastianelli (ITA)        | 10.              |
| 122              | Sofia Bertizzolo (ITA)         | 16.              |
| 123              | Maaike Boogaard (NED)          | 19.              |
| 124              | Eugenia Bujak (SLO) (landevej) | 88.              |
| 125              | Alena Ivantjenko (RUS)         | DNF              |
| 126              | Sophie Wright (GBR)            | DNF              |

| Uno-X Pro Cycling Team UXT | Uno-X Pro Cycling Team UXT  | Uno-X Pro Cycling Team UXT |
| -------------------------- | --------------------------- | -------------------------- |
| Nr.                        | Rytter                      | Placering                  |
| 131                        | Susanne Andersen (NOR)      | 35.                        |
| 132                        | Hannah Barnes (GBR)         | 72.                        |
| 133                        | Julie Leth (DEN)            | 78.                        |
| 134                        | Amalie Lutro (NOR)          | 98.                        |
| 135                        | Anniina Ahtosalo (FIN)      | DNF                        |
| 136                        | Mie Bjørndal Ottestad (NOR) | 55.                        |

| Ceratizit-WNT Pro Cycling WNT | Ceratizit-WNT Pro Cycling WNT   | Ceratizit-WNT Pro Cycling WNT |
| ----------------------------- | ------------------------------- | ----------------------------- |
| Nr.                           | Rytter                          | Placering                     |
| 141                           | Lisa Brennauer (GER) (landevej) | 26.                           |
| 142                           | Laura Asencio (FRA)             | DNF                           |
| 143                           | Maria Giulia Confalonieri (ITA) | 24.                           |
| 144                           | Marta Lach (POL)                | 53.                           |
| 145                           | Lin Lea Teutenberg (GER)        | 97.                           |
| 146                           | Camilla Alessio (ITA)           | 45.                           |

| Parkhotel Valkenburg PHV | Parkhotel Valkenburg PHV  | Parkhotel Valkenburg PHV |
| ------------------------ | ------------------------- | ------------------------ |
| Nr.                      | Rytter                    | Placering                |
| 151                      | Mischa Bredewold (NED)    | 23.                      |
| 152                      | Anne Van Rooijen (NED)    | 77.                      |
| 153                      | Femke Gerritse (NED)      | 68.                      |
| 154                      | Femke Markus (NED)        | 39.                      |
| 155                      | Kirstie van Haaften (NED) | DNF                      |
| 156                      | Sofie Van Rooijen (NED)   | DNF                      |

| Valcar-Travel & Service VAL | Valcar-Travel & Service VAL | Valcar-Travel & Service VAL |
| --------------------------- | --------------------------- | --------------------------- |
| Nr.                         | Rytter                      | Placering                   |
| 161                         | Alice Maria Arzuffi (ITA)   | 63.                         |
| 162                         | Olivia Baril (CAN)          | 47.                         |
| 163                         | Chiara Consonni (ITA)       | 37.                         |
| 164                         | Eleonora Gasparrini (ITA)   | 42.                         |
| 165                         | Silvia Persico (ITA)        | 11.                         |
| 166                         | Ilaria Sanguineti (ITA)     | 52.                         |

| Bingoal-Chevalmeire-Van Eyck Sport BCV | Bingoal-Chevalmeire-Van Eyck Sport BCV | Bingoal-Chevalmeire-Van Eyck Sport BCV |
| -------------------------------------- | -------------------------------------- | -------------------------------------- |
| Nr.                                    | Rytter                                 | Placering                              |
| 171                                    | Minke Bakker (NED)                     | DNF                                    |
| 172                                    | Naomi de Roeck (BEL)                   | DNF                                    |
| 173                                    | Danique Braam (NED)                    | 80.                                    |
| 174                                    | Lotte Claes (BEL)                      | 94.                                    |
| 175                                    | Lotte Popelier (BEL)                   | DNF                                    |

| Le Col-Wahoo DRP | Le Col-Wahoo DRP               | Le Col-Wahoo DRP |
| ---------------- | ------------------------------ | ---------------- |
| Nr.              | Rytter                         | Placering        |
| 181              | Elizabeth Holden (GBR)         | 21.              |
| 182              | María Martins (POR) (landevej) | DNF              |
| 183              | Alice Towers (GBR)             | 43.              |
| 184              | Marjolein van 't Geloof (NED)  | 76.              |
| 185              | Maike van der Duin (NED)       | 36.              |
| 186              | Gladys Verhulst (FRA)          | DNF              |

| Lotto Soudal Ladies LSL | Lotto Soudal Ladies LSL | Lotto Soudal Ladies LSL |
| ----------------------- | ----------------------- | ----------------------- |
| Nr.                     | Rytter                  | Placering               |
| 191                     | Mieke Docx (BEL)        | 95.                     |
| 192                     | Mijntje Geurts (NED)    | 91.                     |
| 193                     | Eefje Brandt (BEL)      | DNF                     |
| 194                     | Kristýna Burlová (CZE)  | DNF                     |
| 195                     | Katrijn De Clercq (BEL) | DNF                     |
| 196                     | Kylie Waterreus (NED)   | 90.                     |

| Massi Tactic MAT | Massi Tactic MAT             | Massi Tactic MAT |
| ---------------- | ---------------------------- | ---------------- |
| Nr.              | Rytter                       | Placering        |
| 201              | Mireia Benito (ESP)          | DNF              |
| 202              | Nathalie Eklund (SWE)        | 93.              |
| 203              | Špela Kern (SLO)             | 62.              |
| 204              | Corinna Lechner (GER)        | 96.              |
| 205              | Martina Moreno Monteys (ESP) | DNF              |
| 206              | Mireia Trias (ESP)           | DNF              |

| Multum Accountants MUL | Multum Accountants MUL   | Multum Accountants MUL |
| ---------------------- | ------------------------ | ---------------------- |
| Nr.                    | Rytter                   | Placering              |
| 211                    | Fien Delbaere (BEL)      | 92.                    |
| 212                    | Jessy Druyts (BEL)       | DNF                    |
| 213                    | Céline van Houtum (NED)  | DNF                    |
| 214                    | Marthe Goossens (BEL)    | 57.                    |
| 215                    | Mareille Meijering (NED) | 59.                    |
| 216                    | Elisa Serné (NED)        | DNF                    |

| AG Insurance NXTG AGI | AG Insurance NXTG AGI | AG Insurance NXTG AGI |
| --------------------- | --------------------- | --------------------- |
| Nr.                   | Rytter                | Placering             |
| 221                   | Julia Borgström (SWE) | 40.                   |
| 222                   | Mylène de Zoete (NED) | 75.                   |
| 223                   | Gaia Masetti (ITA)    | DNF                   |
| 224                   | Lone Meertens (BEL)   | 85.                   |
| 225                   | Ilse Pluimers (NED)   | 74.                   |
| 226                   | Maud Rijnbeek (NED)   | DNF                   |

| Plantur-Pura PLP | Plantur-Pura PLP           | Plantur-Pura PLP |
| ---------------- | -------------------------- | ---------------- |
| Nr.              | Rytter                     | Placering        |
| 231              | Kim de Baat (BEL)          | DNF              |
| 232              | Julie de Wilde (BEL)       | 51.              |
| 233              | Sanne Cant (BEL)           | DNF              |
| 234              | Yara Kastelijn (NED)       | 25.              |
| 235              | Inge van der Heijden (NED) | 69.              |
| 236              | Julie Van de Velde (BEL)   | 71.              |